# Willemetia
Willemetia  Neck., 1790  è un genere di piante angiosperme dicotiledoni della famiglia delle Asteraceae.

## Etimologia
Il nome del genere (Willemetia) è stato dato in onore del botanico di Nancy P.R. Willemet (1735 - 1807) ed è stato proposto dal medico, botanico e micologo belga Noel Martin Joseph de Necker (1730–1793) nella pubblicazione "Elementa Botanica Genera Genuina, Species Naturales Omnium Vegetabilium Detectorum Eorumque Characteres Diagnosticos ec PeculiaresExhibentia, Secundum Systema Omologium seu Naturale, Evulgata. - 1:50" nel 1790.

## Descrizione

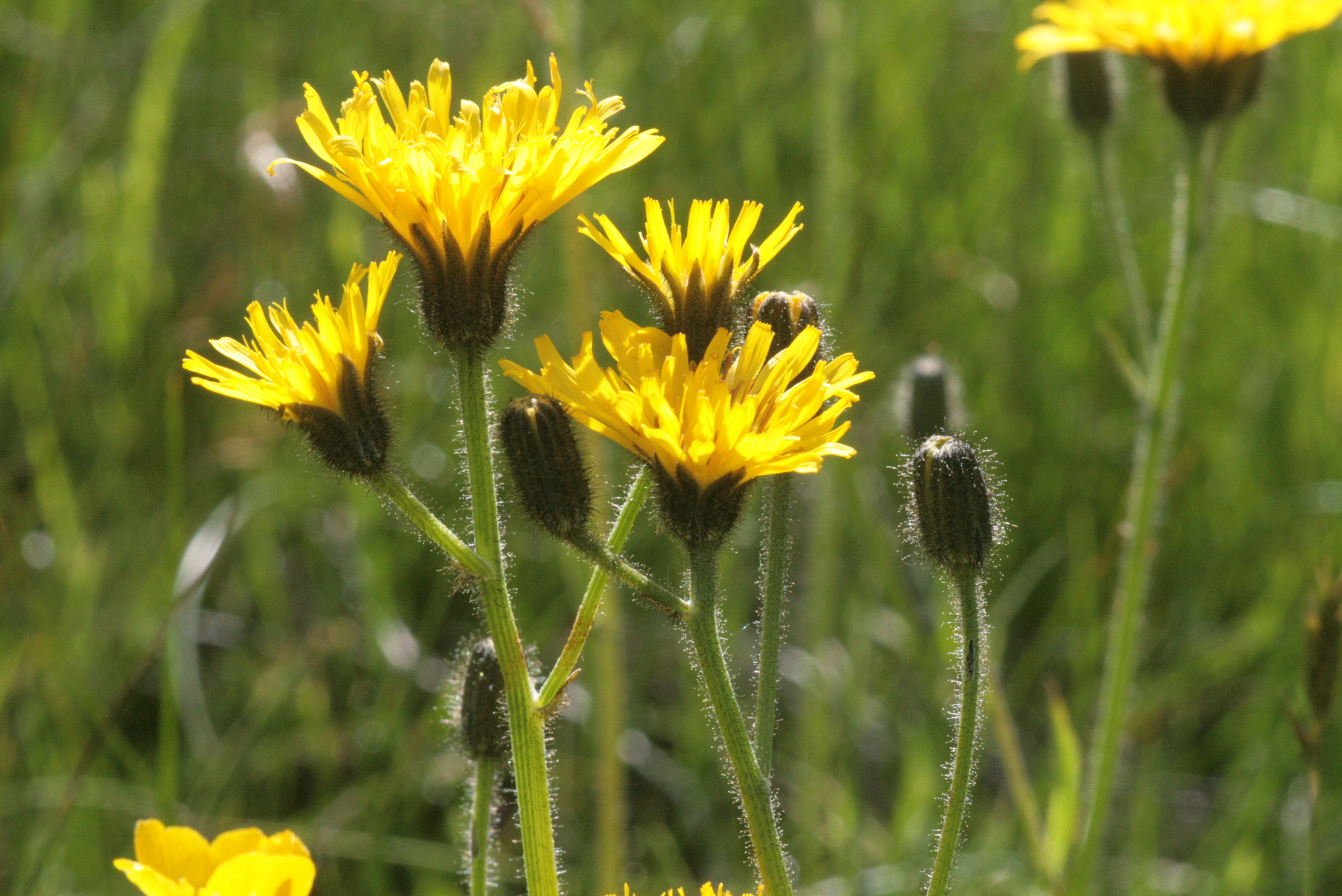
Il portamento
Willemetia stipitata

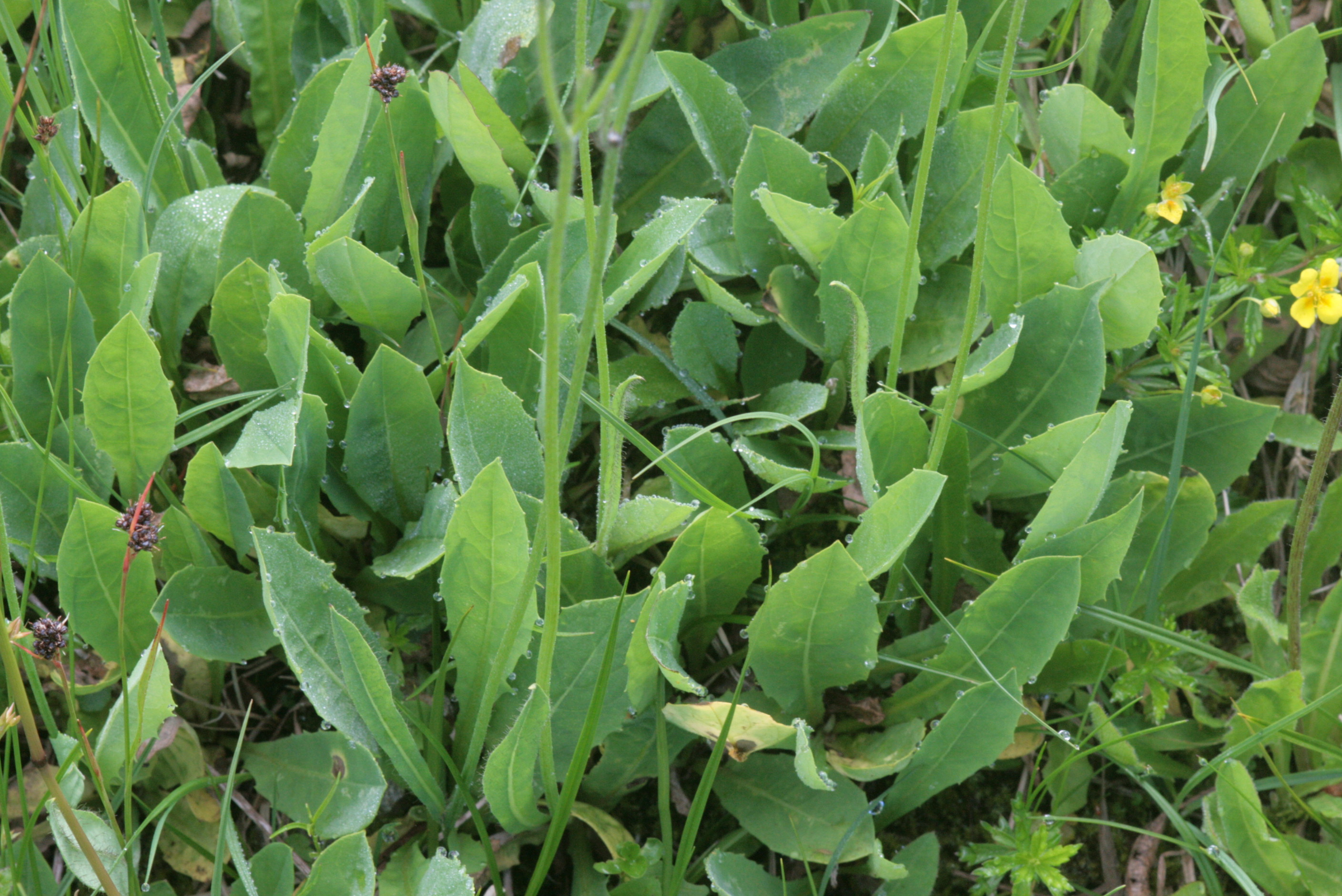
Le foglie
Willemetia stipitata

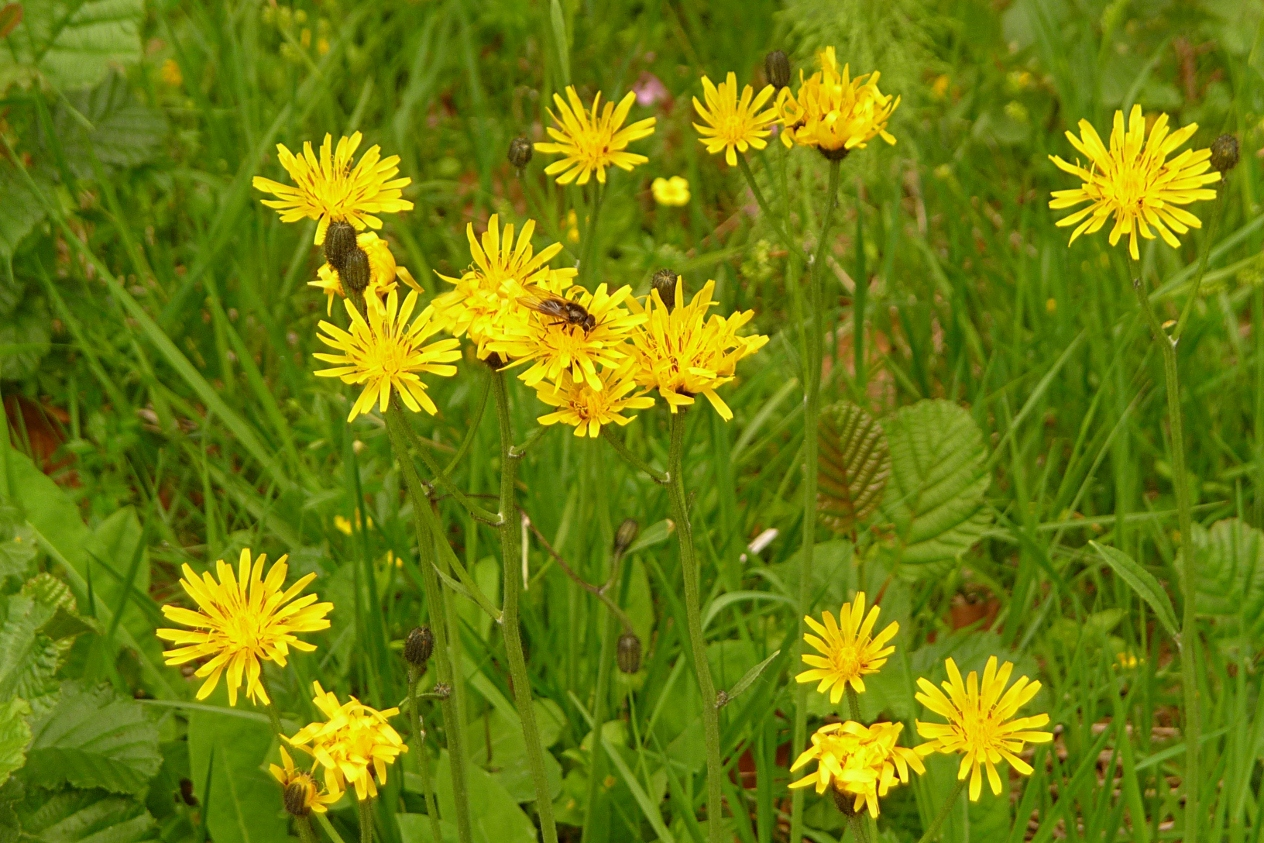
Infiorescenza
Willemetia stipitata

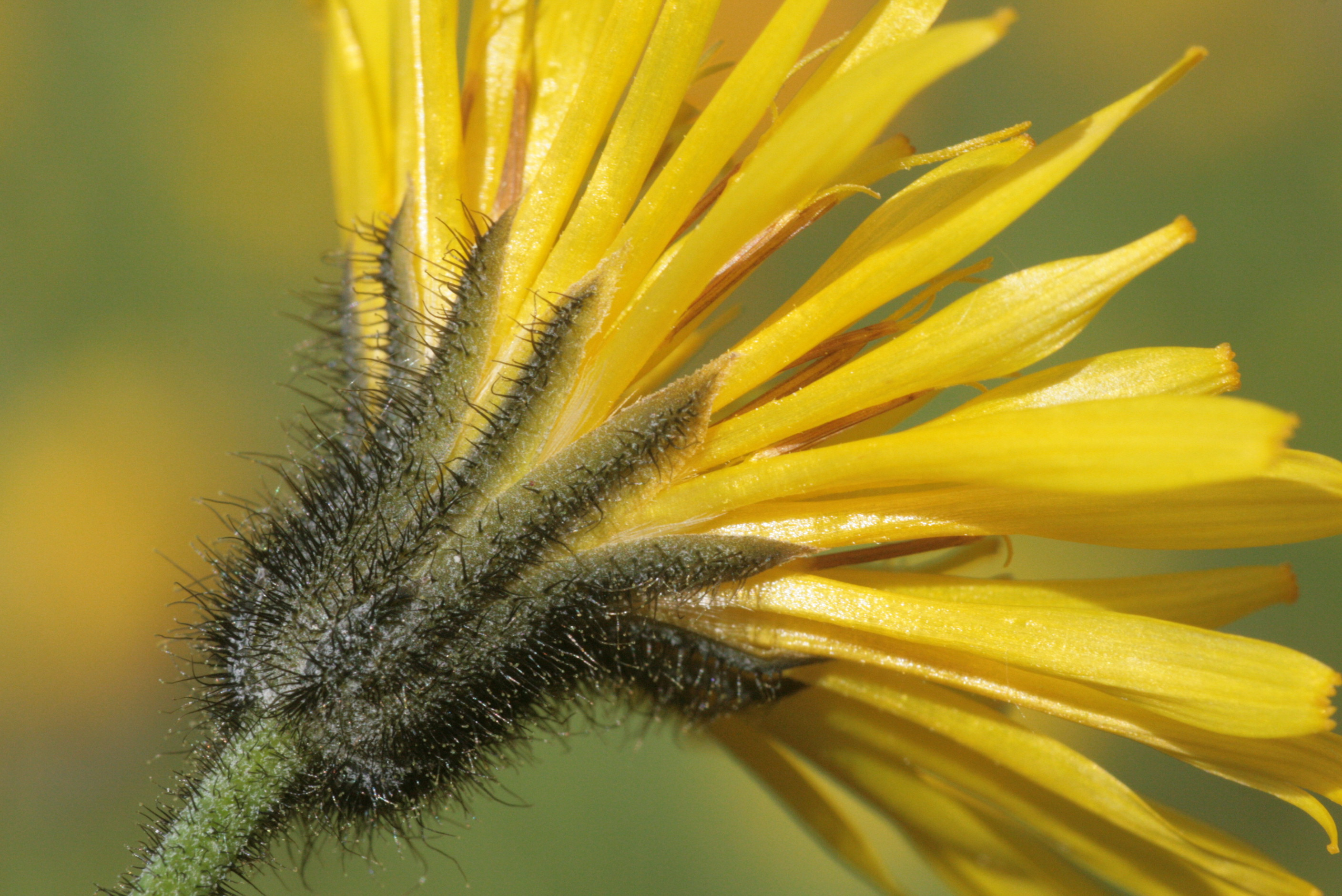
I fiori
Willemetia stipitata

Habitus. La forma biologica è emicriptofita rosulata (H ros), ossia sono piante erbacee, a ciclo biologico perenne, con gemme svernanti al livello del suolo e protette dalla lettiera o dalla neve e hanno le foglie disposte a formare una rosetta basale. Il portamento può essere strisciante.
Radici. Le radici (striscianti) sono secondarie da rizoma.
Fusto.
- Parte ipogea: la parte sotterranea consiste in un rizoma obliquo e strisciante.
- Parte epigea: la parte aerea del fusto è eretta con ramosità nella parte alta; gli steli sovrastano abbondantemente le foglie basali e ogni ramo è sotteso da una brattea fogliacea. Queste piante non sono molto alte (alcune decine di centimetri).

Foglie. Le foglie si dividono in basali e cauline e sono disposte in modo alterno; il colore è grigio-verdastro e la superficie può essere ricoperta di un indumento aracnoide. Quelle basali formano una rosetta; la lamina è intera-dentata a forma più o meno lanceolata. Le foglie cauline in genere sono più lineari e ridotte quasi tipo brattee.
Infiorescenza. Le infiorescenze sono composte da pochi capolini su peduncoli. I capolini, sottesi da una foglia simile ad una brattea, sono formati da un involucro a forma cilindrica composto da brattee (o squame) disposte su 2 serie all'interno delle quali un ricettacolo fa da base ai fiori tutti ligulati. Le brattee sono densamente ghiandolose per peli nerastri e la serie esterna è più breve di quella interna. Il ricettacolo è nudo, ossia privo di pagliette a protezione della base dei fiori. Larghezza dei capolini: 7 –12 mm.
Fiori. I fiori (più di 15 per capolino) sono tutti del tipo ligulato (il tipo tubuloso, i fiori del disco, presente nella maggioranza delle Asteraceae, qui è assente), sono tetra-ciclici (ossia sono presenti 4 verticilli: calice – corolla – androceo – gineceo) e pentameri (ogni verticillo ha 5 elementi). I fiori sono ermafroditi e zigomorfi.
- Formula fiorale:

*/x K {\displaystyle \infty }, [C (5), A (5)], G 2 (infero), achenio
- Calice: i sepali del calice sono ridotti ad una coroncina di squame.
- Corolla: le corolle sono formate da un tubo e una ligula terminante con 5 denti; il colore è giallo.
- Androceo: gli stami sono 5 con filamenti liberi, mentre le antere sono saldate in un manicotto (o tubo) circondante lo stilo.[14] Le antere alla base sono acute. Il polline è tricolporato.[15]
- Gineceo: lo stilo è filiforme con peli sul lato inferiore degli stigmi;  gli stigmi dello stilo sono due divergenti. L'ovario è infero uniloculare formato da 2 carpelli.

Frutti. I frutti sono degli acheni con pappo. L'achenio all'apice è provvisto di un lungo becco alla fine del quale è sistemato il pappo, mentre alla base del becco sono presenti alcuni dentelli (5) posizionati a corona. La forma dell'achenio è ristretta alla base; la superficie laterale è costata e squamosa. Il pappo è formato da setole semplici e fragili color bianco-sporco.

## Biologia
- Impollinazione: l'impollinazione avviene tramite insetti (impollinazione entomogama tramite farfalle diurne e notturne).
- Riproduzione: la fecondazione avviene fondamentalmente tramite l'impollinazione dei fiori (vedi sopra).
- Dispersione: i semi (gli acheni) cadendo a terra sono successivamente dispersi soprattutto da insetti tipo formiche (disseminazione mirmecoria). In questo tipo di piante avviene anche un altro tipo di dispersione: zoocoria. Infatti gli uncini delle brattee dell'involucro si agganciano ai peli degli animali di passaggio disperdendo così anche su lunghe distanze i semi della pianta.

## Distribuzione e habitat
La distribuzione delle specie di questo genere è relativa all'Europa, al Caucaso e a oriente dell'Iran. L'habitat tipico (limitatamente alla sola specie italiana) sono le paludi e le torbiere basse.

## Tassonomia
La famiglia di appartenenza di questa voce (Asteraceae o Compositae, nomen conservandum) probabilmente originaria del Sud America, è la più numerosa del mondo vegetale, comprende oltre 23.000 specie distribuite su 1.535 generi, oppure 22.750 specie e 1.530 generi secondo altre fonti (una delle checklist più aggiornata elenca fino a 1.679 generi). La famiglia attualmente (2021) è divisa in 16 sottofamiglie.
Il genere Willemetia comprende due specie, una delle quali è presente sul territorio italiano.

### Filogenesi
Il genere di questa voce appartiene alla sottotribù Chondrillinae della tribù Cichorieae (unica tribù della sottofamiglia Cichorioideae). In base ai dati filogenetici la sottofamiglia Cichorioideae è il terz'ultimo gruppo che si è separato dal nucleo delle Asteraceae (gli ultimi due sono Corymbioideae e Asteroideae). La sottotribù Chondrillinae fa parte del "quarto" clade della tribù; in questo clade è in posizione "centrale" vicina alle sottotribù Crepidinae (insieme formano un "gruppo fratello").
La sottotribù è formata da tre generi: Chondrilla, Willemetia e Phitosia dalle cui analisi molecolari risulta essere un clade ben supportato. All'interno della sottotribù il genere Chondrilla con il genere Willemetia formano un "gruppo fratello", mentre il genere Phitosia è in una posizione più "basale". In precedenti studi i tre generi inclusi sono stati generalmente trattati come membri della sottotribù Crepidinae.
I caratteri distintivi per le specie di questo genere sono:
- le foglie fondamentalmente sono disposte a rosetta basale;
- l'infiorescenza è formata da pochi capolini;
- i fiori per capolino sono più di 15;
- le brattee dell'involucro sono disposte su due serie e sono densamente ghiandolose;
- l'achenio è prolungato in un lungo becco alla cui base è presente una coroncina di dentelli.

Il numero cromosomico delle specie di questo genere è: 2n = 10 (le specie sono diploidi).

### Specie della flora spontanea italiana
In Italia nella flora spontanea italiana è presente solamente la seguente specie:
Willemetia stipitata  (Jacq.) Dalla Torre - Lattugaccio palustre: l'altezza massima della pianta è di 2 - 5 dm; il ciclo biologico è perenne; la forma biologica è emicriptofita rosulata (H ros); il tipo corologico è Orofita - Sud Europeo; l'habitat tipico sono le paludi e le torbiere basse; in Italia è una specie rara si trova al Nord fino ad una quota compresa tra 1.700 - 2.200 m s.l.m..

### Specie della zona alpina
La specie Willemetia stipitata vive sull'arco alpino. La tabella seguente mette in evidenza alcuni dati relativi all'habitat, al substrato e alla sua distribuzione alpina..
| Specie | Comunità vegetali | Piani vegetazionali        | Substrato | pH     | Livello trofico | H2O   | Ambiente    | Zona alpina    |
| --- | ----------------- | -------------------------- | --------- | ------ | --------------- | ----- | ----------- | -------------- |
| Willemetia stipitata | 7                 | (alpino) subalpino montano | Ca - Si   | neutro | medio           | umido | D1 D2 E1 F3 | Alpi orientali |
| Legenda e note alla tabella. Substrato: con “Ca/Si” si intendono rocce di carattere intermedio (calcari silicei e simili). Zona alpina: vengono prese in considerazione solo le zone alpine del territorio italiano (sono indicate le sigle delle province). Comunità vegetali:7 = comunità delle paludi e delle sorgenti Ambienti: D1 = sorgenti e cadute d'acqua; D2 = bordi dei ruscelli; E1 = paludi e torbiere basse; F3 = prati e pascoli mesofili e igrofili. |                   |                            |           |        |                 |       |             |                |

### Specie del genere
Questo genere comprende due specie:
- Willemetia stipitata (Jacq.) Dalla Torre, 1882 - Distribuzione: Europa (compresa Italia).
- Willemetia tuberosa  Fisch. & C.A.Mey. ex DC., 1838 - Distribuzione: Europa orientale, Transcaucasia e Iran (orientale)

### Sinonimi
L'entità di questa voce ha avuto nel tempo diverse nomenclature. L'elenco seguente indica alcuni tra i sinonimi più frequenti:
- Calycocorsus F.W.Schmidt
- Peltidium  Zollik.
- Zollikoferia  Nees

### Generi simili
Questo genere è simile a Hieracium, ma si distingue per le foglie fondamentalmente disposte a rosetta basale, per l'infiorescenza formata da pochi capolini, per le brattee dell'involucro disposte su due serie e per l'achenio prolungato in un lungo becco alla cui base è presente una coroncina di dentelli.